# Operazione Hurricane

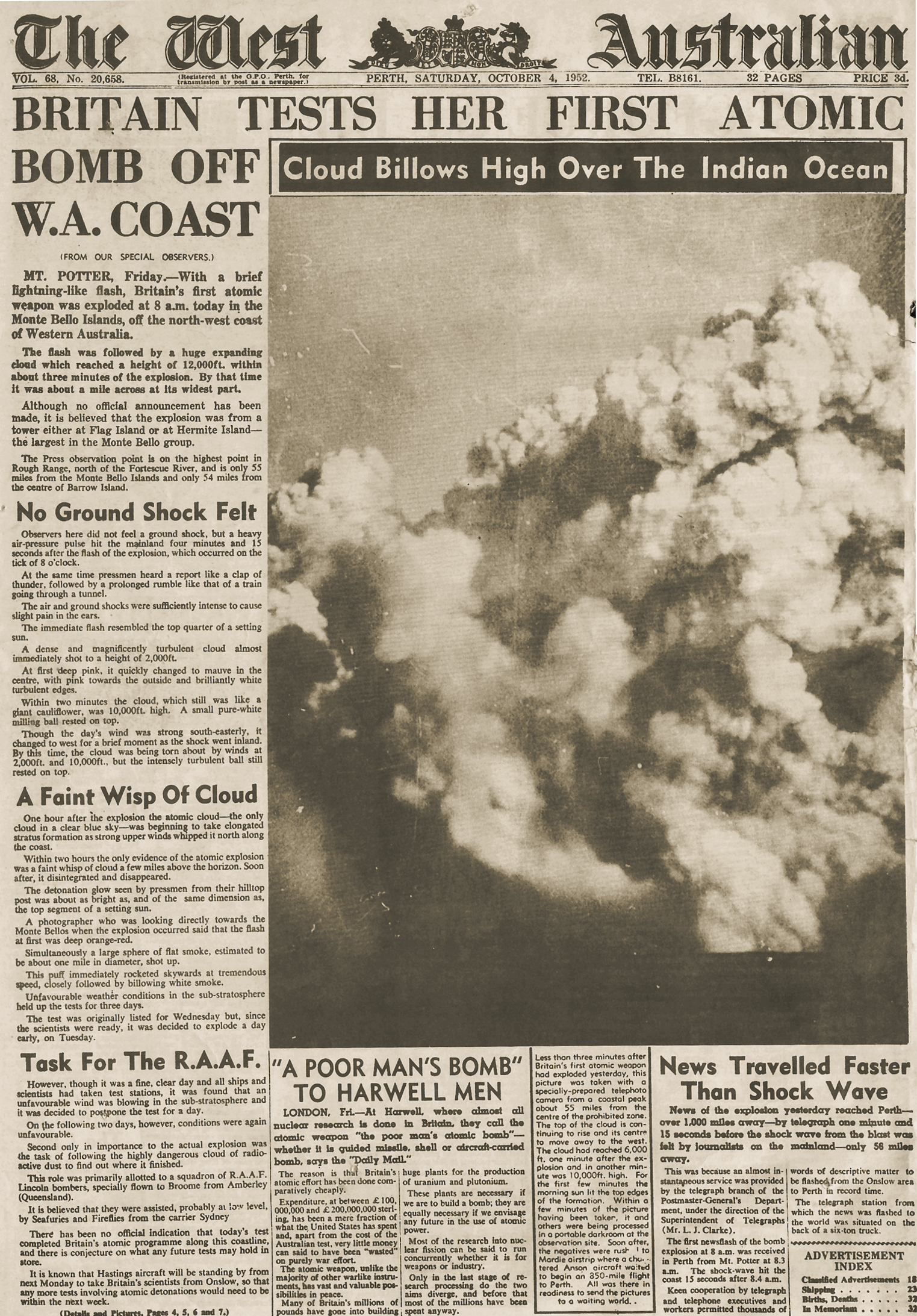
Prima pagina di un giornale locale con la foto del fungo dell'esplosione

Operazione Hurricane (in inglese Operation Hurricane, ovvero Operazione Uragano) è il nome che fu dato al test della prima bomba atomica britannica eseguito il 3 ottobre 1952 presso l'arcipelago di Montebello nella regione di Pilbara nell'Australia Occidentale.
L'ordigno, molto simile a Fat Man, la bomba atomica statunitense fatta esplodere a Nagasaki, prevedeva l'innesco della fissione del nocciolo di plutonio tramite la compressione generata dalla detonazione di esplosivo ordinario; venne però lasciato dello spazio cavo tra il nocciolo e l'esplosivo. Questa variazione contribuì ad aumentare il potenziale della bomba e al contempo a ridurre il rischio di inneschi accidentali.
Il plutonio per la bomba, prodotto principalmente a Windscale (l'odierna Sellafield) in Cumbria, aveva un basso grado di isotopo 240Pu poiché la necessità di accelerare la produzione portò ad una riduzione dei tempi di irraggiamento. Non riuscendo comunque a rispettare la data prevista per la preparazione del nocciolo, 1º agosto 1952, fu usato anche plutonio canadese.
Al fine di verificare gli effetti di un'eventuale bomba contrabbandata per nave, il test prevedeva che l'esplosione avesse luogo all'interno della fregata HMS Plym ancorata a 350 metri dalla costa dell'isola di Trimouille. La bomba fu alloggiata 2,7 metri sotto la linea di galleggiamento. L'esplosione, avvenuta alle 8 ora locale, sviluppò un potenziale di 25 kt e creò sul fondale, a 12 m di profondità, un cratere largo 300 metri e profondo 6.
Il fallout nucleare, inizialmente spinto verso nord dal vento, fu successivamente riportato verso sud dalle correnti marine contaminando le coste dell'Australia Occidentale.